# 圣克里斯托尔 (阿尔代什省)
圣克里斯托尔（法語：Saint-Christol，法語發音：[sɛ̃ kʁistɔl]）是法国阿尔代什省的一个市镇，属于罗讷河畔图尔农区。

## 地理
圣克里斯托尔（44°52'4"N, 4°26'27"E）面积14.63 平方千米，位于法国奥弗涅-罗讷-阿尔卑斯大区阿尔代什省，该省份为法国东南部内陆省份，北起顺时针与卢瓦尔省、伊泽尔省、德龙省、沃克吕兹省、加尔省、洛泽尔省和上盧瓦爾省接壤。
与圣克里斯托尔接壤的市镇（或旧市镇、城区）包括：阿孔、博韦讷、勒谢拉尔、多尔纳、格吕拉斯、圣巴泰勒米勒梅伊、圣热内斯拉尚、圣米歇尔多朗斯。

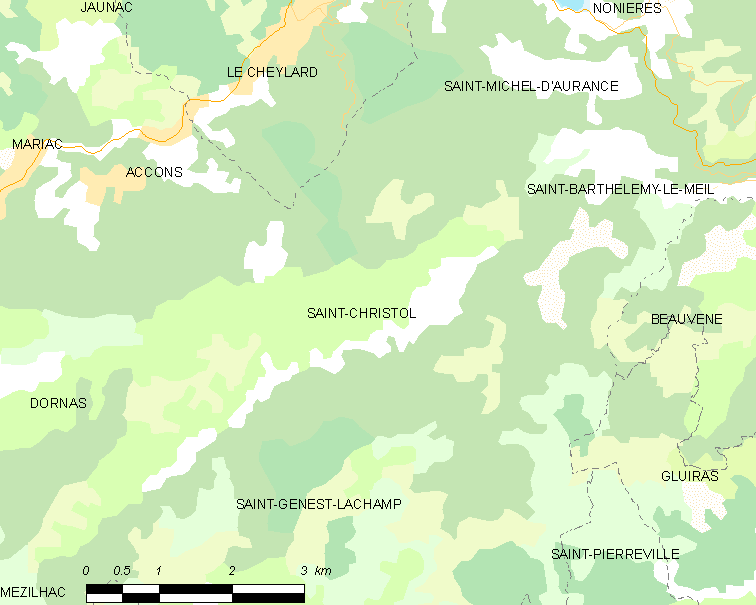
的OSM定位图

圣克里斯托尔的时区为UTC+01:00、UTC+02:00（夏令时）。

## 行政
圣克里斯托尔的邮政编码为07160，INSEE市镇编码为07220。

## 政治
圣克里斯托尔所属的省级选区为上埃里约县。

## 人口

1962-2008年间人口变化图示

圣克里斯托尔于2022年1月1日时的人口数量为100人。